# Соль Ґі Хьон
Соль Ґі Хьон (кор. 설기현, нар. 8 січня 1979, Чонсон, Південна Корея) — колишній південнокорейський футболіст, що грав на позиції нападника.
Виступав, зокрема, за клуби «Андерлехт», «Вулвергемптон» та «Фулгем», а також національну збірну Південної Кореї.
Чемпіон Бельгії.

## Клубна кар'єра
У дорослому футболі дебютував 2000 року виступами за команду клубу «Антверпен», в якій провів один сезон, взявши участь у 25 матчах чемпіонату.
Своєю грою за цю команду привернув увагу представників тренерського штабу клубу «Андерлехт», до складу якого приєднався 2001 року. Відіграв за команду з Андерлехта наступні три сезони своєї ігрової кар'єри. Більшість часу, проведеного у складі «Андерлехта», був основним гравцем атакувальної ланки команди. За цей час виборов титул чемпіона Бельгії.
2004 року уклав контракт з клубом «Вулвергемптон», у складі якого провів наступні два роки своєї кар'єри гравця. Граючи у складі «Вулвергемптона» також здебільшого виходив на поле в основному складі команди.
Протягом 2006—2007 років захищав кольори команди клубу «Редінг». З 2007 року два сезони захищав кольори команди клубу «Фулгем».
Згодом з 2009 по 2011 рік грав у складі команд клубів «Аль-Гіляль», «Пхохан Стілерс» та «Ульсан Хьонде».
Завершив професійну ігрову кар'єру у клубі «Інчхон Юнайтед», за команду якого виступав протягом 2011—2014 років.

## Виступи за збірні
Протягом 1999—2000 років залучався до складу молодіжної збірної Південної Кореї.
2000 року дебютував в офіційних матчах у складі національної збірної Південної Кореї. Протягом кар'єри у національній команді, яка тривала 10 років, провів у формі головної команди країни 83 матчі, забивши 19 голів.
У складі збірної був учасником розіграшу Золотого кубка КОНКАКАФ 2000 року у США, кубка Азії з футболу 2000 року у Лівані, на якому команда здобула бронзові нагороди, розіграшу Кубка конфедерацій 2001 року в Японії і Південній Кореї, чемпіонату світу 2002 року в Японії і Південній Кореї, кубка Азії з футболу 2004 року у Китаї, чемпіонату світу 2006 року у Німеччині.

## Статистика виступів

### Статистика клубних виступів
| Сезон   | Club            | Країна  | Ліга                    | Ігор | Голів |
| ------- | --------------- | ------- | ----------------------- | ---- | ----- |
| 2000–01 | «Антверпен»     | Бельгія | Ліга Жупіле             | 25   | 10    |
| 2001–02 | «Андерлехт»     | Бельгія | Ліга Жупіле             | 20   | 3     |
| 2002–03 | «Андерлехт»     | Бельгія | Ліга Жупіле             | 32   | 12    |
| 2003–04 | «Андерлехт»     | Бельгія | Ліга Жупіле             | 19   | 3     |
| 2004    | «Андерлехт»     | Бельгія | Ліга Жупіле             | 1    | 0     |
| 2004–05 | «Вулвергемптон» | Англія  | Англійська прем'єр-ліга | 37   | 4     |
| 2005–06 | «Вулвергемптон» | Англія  | Чемпіоншип              | 32   | 4     |
| 2006–07 | «Редінг»        | Англія  | Англійська прем'єр-ліга | 27   | 4     |
| 2007    | «Редінг»        | Англія  | Англійська прем'єр-ліга | 3    | 0     |
| 2007–08 | «Фулгем»        | Англія  | Англійська прем'єр-ліга | 4    | 0     |

## Титули і досягнення
- Чемпіон Бельгії:

«Андерлехт»: 2003-04
- Володар Суперкубка Бельгії:

«Андерлехт»: 2001
- Переможець Юнацького (U-19) кубка Азії: 1998
- Бронзовий призер Кубка Азії: 2000